# 718
718 (DCCXVIII) fue un año común comenzado en sábado del calendario juliano, en vigor en aquella fecha.

## Acontecimientos
- España: Don Pelayo se rebela contra la autoridad musulmana. La rebelión acabará por considerarse como el origen del Reino de Asturias.

## Nacimientos
- Constantino V, emperador bizantino.

## Fallecimientos
- Egilona, última reina visigoda de Hispania.